# .mc
.mc е интернет домейн от първо ниво за Монако.
Представен е през 1995 г. Поддържа се и се администрира от Дирекцията по телекомуникации.